# Elimä fjärding
Elimä fjärding är ett stort landområde i sydöstra Finland, vilket år 1608 förlänades av Sveriges kung Karl IX till ryttmästarens Henrik Wrede (död 1605) änka och söner, som erkännande för att ryttmästare Wrede hade räddat kungens liv under slaget vid Kirkholm 1605. 
Området omfattade då åtskilliga kvadratmil och innefattade flera herrgårdar, bland annat Anjala herrgård.